# Ahmed Naguib el-Hilaly

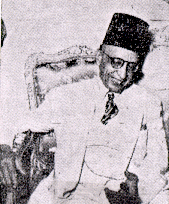
Ahmed Naguib el-Hilaly

Ahmed Naguib el-Hilaly (1 de Outubro de 1891 – Dezembro de 1958) foi um  advogado e educador egípcio serviu como primeiro-ministro 
do Egito em 1952.

## Vida e Carreira
Nascido em Asyut , el-Hilaly se formou na Khedival Law School e começou sua carreira em Niyaba . Foi nomeado professor em 1923, passando a secretário-geral do Ministério da Instrução Pública. Ele se tornou um conselheiro real em educação e serviu como Ministro da Educação de Muhammad Tawfiq Nasim Pasha de 1934 a 1936. Ele ingressou no Partido Wafd em 1938 e serviu no Gabinete de Mustafa al-Nahhas em 1937 a 1938 e em seu segundo Gabinete de 1942 a 1944. Suas publicações sobre a reforma educacional abriram caminho para reformas, incluindo educação pública universal gratuita no Egito, creches, entrada mais cedo na escola e educação obrigatória mais longa. A  Universidade de Alexandria foi aberta enquanto ele servia. El-Hilaly tornou-se chanceler do Niyaba em 1931.
El-Hilaly rompeu com o Partido Wafd em 1951. Ele serviu como primeiro-ministro por 4 meses em 1952, imediatamente após o incêndio de 1952 no Cairo . Ele também serviu como primeiro-ministro por um dia antes da Revolução Egípcia de 1952 . Ele foi preso brevemente e depois banido da política. Ele morreu um mês depois de sua esposa em Maadi .